# HzL VT3
Der VT3 der Hohenzollerischen Landesbahn (HzL) wurde 1936 von der Waggon- und Maschinenbau Görlitz (WUMAG) in Görlitz hergestellt. Der Dieseltriebwagen war bis 1968 im Einsatz und wurde nach einem Unfall im selben Jahr ausgemustert und verschrottet.

## Geschichte
Zwei Jahre nach dem Kauf der VT1 und 2 beschaffte die Gesellschaft einen weiteren Triebwagen. Dieser war für den Betrieb mit zwei Beiwagen als Ergänzung für die beiden vorhandenen Triebwagen bei hohem Verkehrsanfall vorgesehen. Dieser vierachsige Triebwagen besaß die doppelte Leistung der VT1 und 2 und hatte eine mechanische Leistungsübertragung.
Komfort und Laufeigenschaften wurden als hervorragend eingestuft. Dieser Triebwagen war auf der Bahnstrecke Eyach – Sigmaringen eingesetzt. Die HzL plante den Kauf weiterer Fahrzeuge mit Verbrennungsmotoren. Dieses Vorhaben konnte wegen des Zweiten Weltkrieges nicht realisiert werden. Zu Beginn des Krieges wurden alle Fahrzeuge mit Dieselmotor stillgelegt und die Motoren für kriegswichtige Zwecke verwendet.
Der VT3 überstand den Krieg und war 1950 wieder im Einsatz. Auf starken Steigungen, etwa im Abschnitt von Burladingen, brauchte er Schubhilfe. Stationierungsdaten sind nicht bekannt.
Oftmals wurde der Triebwagen auf Sonderfahrten eingesetzt, wie bei Pilgerfahrten zur Erzabtei Beuron.
Erst 20 Jahre nach seinem Erscheinen wurde mit einem Esslinger Triebwagen ein dem VT3 annähernd gleiches Neubaufahrzeug in Dienst gestellt. Die 1955 in größerer Stückzahl beschafften MAN-Schienenbusse waren zwar leistungsmäßig ähnlich, konnten jedoch von der Laufruhe her als zweiachsige Fahrzeuge mit dem vierachsigen VT3 nicht konkurrieren.
1962 erhielt der Triebwagen in Nürnberg zwei neue Motoren mit je 180 PS Leistung. Danach konnte er im Verband mit den MAN-Schienenbussen verwendet werden. Die Frontpartie änderte sich geringfügig durch den Einbau eines zusätzlichen Schlusslichtes sowie des Dreilicht-Spitzensignales.
Die Einsatzzeit des VT3 endete im Januar 1968, als er bei einem Frontalzusammenstoß im Harter Wald so schwer beschädigt wurde, dass er ausgemustert werden musste. Im selben Jahr wurde das Fahrzeug verschrottet.
Als Ersatz kaufte die HzL im gleichen Jahr den 1952 für die Rinteln-Stadthagener Eisenbahn (T61) gebauten Esslinger Triebwagen, der von 1962 bis 1965 bei der Teutoburger Wald-Eisenbahn ebenfalls als T61 im Einsatz war. Er erhielt die Bezeichnung VT3 in Zweitbesetzung.

## Konstruktive Merkmale
Der zur WUMAG-Bauart 4 gehörende Triebwagen war mit 2 × 150 PS motorisiert und mit je einem Mylius-Getriebe ausgestattet. Die jeweils inneren Achsen der Drehgestelle wurden angetrieben. An einem Fahrzeugende hatte der Triebwagen ein Gepäckabteil, in dem der Führerstand untergebracht war. Danach schloss sich der Einstiegsraum an, dem zwei etwa gleich große Abteile der 3. Klasse, geteilt als Raucher/Nichtraucherabteil, folgten. Nach dem zweiten Einstiegsraum folgte ein Abteil mit vier Sitzplätzen der 2. Klasse sowie der hintere Führerstand. Beide Führerstände waren von den Einstiegsräumen abgetrennt. An den Stirnseiten waren Übergänge für den Verbundbetrieb eingebaut. Dadurch hatte die Stirnpartie des Triebwagens vier Fenster.
Die Primärfederung sowie die Sekundärfederung wurde mit Blattfedern realisiert. Der Außenanstrich erfolgte nach dem Reichsbahn-Schema: aluminiumfarbige Dächer, schwarzer Rahmen, der Wagenkasten unterhalb der Fensterbrüstung signalrot, oberhalb der Fensterbrüstung elfenbeinfarbig. In diesem Farbschema verkehrte der Triebwagen bis zum Einsatzende.